# Atlanti viharmadár
Az atlanti viharmadár (Pterodroma incerta) a madarak (Aves) osztályának a viharmadár-alakúak (Procellariiformes) rendjébe, ezen belül a viharmadárfélék (Procellariidae) családjába tartozó faj.

## Előfordulása
Argentína, Brazília, a Falkland-szigetek, Namíbia, Szent Ilona, a Dél-afrikai Köztársaság és Uruguay területén honos. Az Atlanti-óceán déli részének lakója. Kóborlásai során eljut az Antarktiszra, Izraelbe, Jordániába és a Déli-Georgia és Déli-Sandwich-szigetekre is.

## Életmódja
Táplálékának 87%-át a tintahalak alkotják, mellette gyöngyöshalak és garnélák.

## Természetvédelmi állapota
A behurcolt egerek megdézsmálják a fiókákat. A világ populációja 5 millió példányból áll. Az IUCN vörös listáján a végveszélyben lévő kategóriában szerepel.